# Museumsbibliothek
Die Museumsbibliothek ist eine wissenschaftliche Spezialbibliothek, deren Träger ein Museum oder Museumsverband ist. Sie ist strukturell und inhaltlich eng an ihren Träger angegliedert und verfügt über einen Medienbestand, der der wissenschaftlichen Forschung dient. Zugänglich ist die Museumsbibliothek für Mitarbeiter des Trägers sowie in vielen Fällen ebenfalls für die Öffentlichkeit.
Die Museumsbibliothek verfügt über einen eigenen Buchbestand, verwaltet in manchen Fällen jedoch auch ein Bildarchiv und das Museumsarchiv, sowie weitere Sondersammlungen, z. B. die Grafiksammlung, Nachlässe, Ephemera, Fotografien oder Plakate. Die in einer Museumsbibliothek vorhandenen Medien dienen sowohl als Informationsquellen als auch als Sammlungs- oder Ausstellungsstücke.

## Entstehung und Geschichte
Museumsbibliotheken existieren seit der Mitte des 19. Jahrhunderts. Sie entstanden durch Stiftungen, den Erwerb von Nachlässen oder Handapparaten. Die Inhalte der Neuerwerbungen richteten sich nach den Bedürfnissen und der Gründungsgeschichte des Museums, dem die Bibliothek zugehörte, sowie nach den Wünschen der Kustoden und der Direktion des Museums. Weitere Erwerbungsformen sind neben dem Kauf von Neuerscheinungen, antiquarischen Büchern und Geschenken die Erwerbung einer Lizenz für elektronische Medien, die Ablieferung von Belegexemplaren, sowie der Schriftenaustausch mit anderen Bibliotheken.
Der Aufbau einer digitalen Sammlung und eines digitalen Katalogs gehören ebenfalls zu den Aufgaben einer Museumsbibliothek, vorangetrieben in Deutschland durch die Deutsche Forschungsgemeinschaft (DFG). Dabei werden die vorhandenen Zettelkataloge in moderne Datenbanken übertragen, wobei viele Bibliotheken zeitweise auch zwei Kataloge parallel führten. Die verbreitetste Form der Erschließung des Angebots erfolgt heute online über den OPAC.

## Organisation
Museumsbibliotheken definieren sich über ihren jeweiligen Träger. Um für den Träger relevant zu sein, folgt die Museumsbibliothek dem gleichen Leitbild wie der Träger und passt den Neuerwerb von Beständen vom Träger festgelegten Kriterien an. Die Existenz einer Museumsbibliothek ist teilweise im Stiftungsgesetz des Trägers verankert, wie z. B. die des Deutschen Historischen Museums und die der Museumsstiftung Post und Telekommunikation. Die Strukturen der organisatorischen Eingliederung der Bibliothek in das Museum können vielfältig sein und unterscheiden sich zwischen Museen. Die Leitung der Museumsbibliothek obliegt im Idealfall Personen mit einer Ausbildung im Bibliothekswesen.

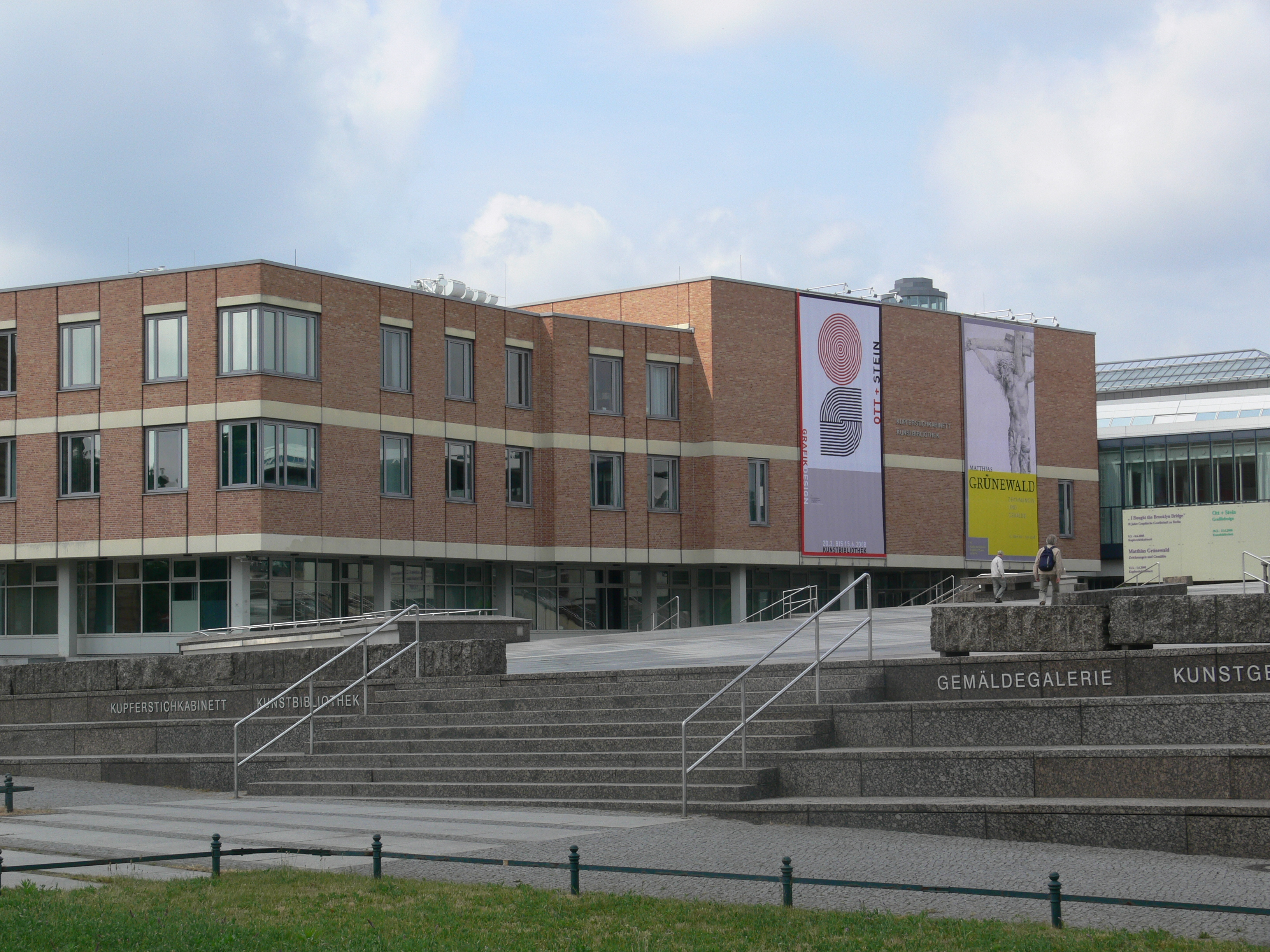
Kunstbibliothek und Kupferstichkabinett der Staatlichen Museen zu Berlin

Von den 508 Museumsbibliotheken, die im Jahr 1996 in Deutschland existierten, verzeichneten allerdings über die Hälfte (51,5 %) kein festes Personal (= Zero Person Library) und weitere 32,5 % lediglich eine Person (= One Person Library). Die Kunstbibliothek der Staatlichen Museen zu Berlin stellte dabei mit 64 Vollzeitstellen die personalstärkste Bibliothek dar. Insgesamt hatten nur fünf Bibliotheken mehr als elf Mitarbeiter. Bei einer One Person Library verfügt die dort arbeitende Person zumeist über eine Zusatzausbildung oder fundierte Kenntnisse im wissenschaftlichen Bereich, den das Museum und damit die Bibliothek, abdeckt. Die Ermittlung genauer Zahlen erweist sich als schwierig, da es keine aktuelle statistische Aufstellung der Museumsbibliotheken in Deutschland gibt.
Für viele Museumsbibliotheken ist der Schriftentausch eine wichtige Form der Erwerbung. Dabei werden eigene Veröffentlichungen wie Ausstellungskataloge, Forschungsberichte, Schriftenreihen oder wissenschaftliche Zeitschriften mit den Publikationen anderer Museumsbibliotheken getauscht. Diese Art der Kooperation hat sich auch in der internationalen Zusammenarbeit bewährt, zahlreiche Tauschbeziehungen bestehen seit dem 19. Jahrhundert. Bei aller Spezialisierung und Individualität der einzelnen Museumsbibliotheken ermöglicht der Schriftentausch eine gezielte Ergänzung der jeweiligen Bestände, besonders zwischen Bibliotheken mit ähnlichen Sammelprofilen (Zeitgenössische Kunst, Fotografie, Archäologie o. ä.). Gleichzeitig ist der Austausch notwendig, um so auch bei nur geringem Ankaufsetat aktuelle Medien zu erwerben.
Eine weitere Form der Kooperation stellen gemeinsame Online-Kataloge von Museumsbibliotheken dar. Beispiele dafür sind die Frankfurter Museumsbibliotheken und die Düsseldorfer Kulturinstitute. So weist z. B. der Gesamtkatalog der Düsseldorfer Kulturinstitute (GDK) neben Büchern auch vorrangig graue Literatur nach und wird vor allem von Mitarbeitern der Düsseldorfer Kunstinstitute genutzt.
Ein wichtiges Forum für den fachlichen Austausch von Museumsbibliothekarinnen und -bibliothekaren ist die 1995 gegründete Arbeitsgemeinschaft der Kunst- und Museumsbibliotheken (AKMB). Die AKMB bietet – oft gemeinsam mit der Initiative Fortbildung e. V. – ein spezialisiertes Programm zur Aus- und Fortbildung an. Die Diskussion aktueller fachlicher Fragestellungen findet auch über eine Mailingliste und die Fachzeitschrift AKMB news statt.

## Nutzung und Funktion
Die Museumsbibliothek wird von allen Abteilungen des Museums genutzt, sie unterstützt die Forschung an Museumsobjekten, die Konzeption museumspädagogischer Angebote und die Planung neuer Ausstellungen. Teilweise sind Museumsbibliothekare in die Kuratierung von Ausstellungen mit einbezogen und verfassen Texte für Ausstellungskataloge.
Die Bestände der Bibliothek, bestehend aus oft unikalen Drucken und Büchern, dienen selbst als Ausstellungsstücke und die Bibliothek ist für die Pflege, Konservierung und Restaurierung dieser Objekte verantwortlich. Zunehmend gehört auch die Provenienzforschung zu den Aufgaben der Museumsbibliotheken. Bibliothekare unterstützen einerseits die Provenienzforschung der im Museum ausgestellten Objekte und untersuchen andererseits die Provenienzen des Bibliotheksbestandes. Für die interessierte Öffentlichkeit bietet die Museumsbibliothek Hintergrundinformationen zu den Museumsobjekten und Ausstellungsthemen an. Sie unterstützt auch bei eigenen Forschungsvorhaben. Die Bestandserweiterung erfolgt in der Regel nach einem definierten Erwerbungsprofil, welches sich am Sammel- und Ausstellungskonzept des Museums und den Forschungsvorhaben der Kuratoren orientiert.
In den internen Aufgabenbereich der Bibliothek fallen außerdem Museumspublikationen, die Mitarbeiterführung und -ausbildung und die Buchpflege. Darüber hinaus wirkt die Museumsbibliothek bei Veranstaltungen mit. Ebenso werden die Informationen, die die Bibliothek liefert, für wissenschaftliche Publikationen und Vorträge, sowie Gutachten und wissenschaftliche Inventarlisten genutzt.
Die Arbeit in einer Museumsbibliothek kann sehr vielfältig sein. Neben den grundlegenden bibliothekarischen Aufgaben wie Bestandsaufbau und -pflege können dazu auch die fachliche Ausbildung von Studierenden (Praxissemester) gehören oder die Ausbildung von Fachangestellten für Medien- und Informationsdienste (FAMIs). Auch Schulungen oder Workshops zu Themen wie open access, Literaturverwaltungsprogrammen oder Bilddatenbankrecherchen können zum Angebot der Museumsbibliothek gehören. Viele Einrichtungen wirken bei Museumsveranstaltungen mit und präsentieren die Bibliothekangebote oder besondere Buchobjekte, sie bieten aber auch eigene Veranstaltungen wie Lesungen, Vorträge oder Bücherflohmärkte an.
Museumsbibliotheken haben verschiedene Nutzungskonzepte. Sie stehen tendenziell meist der Öffentlichkeit zur Verfügung, manche können jedoch nur als Handbibliothek im internen Dienstgebrauch genutzt werden. Bei einer Museumsbibliothek handelt es sich oft um eine Präsenzbibliothek, d. h. die Medien können nicht ausgeliehen werden. Teilweise sind sie als Magazinbibliothek aufgebaut. Museumsbibliotheken werden vermehrt nicht nur von den Museumsmitarbeitern, sondern, wie beispielsweise in der Bibliothek des Deutschen Historischen Museums, auch von Fachwissenschaftlern und Studierenden genutzt. Auch Restauratoren, Journalisten, Sammler, Kunsthändler und Heimatforscher nutzen die Museumsbibliothek.
Die Bestände in Museumsbibliotheken passen sich der jeweiligen Spezialisierung des Museums an und ergänzen dessen Sammlung. Beim Kernbestand der Bibliothek handelt es sich oft um Handbücher, monografische Literatur und Fachzeitschriften, sowie Lexika, Bibliografien und Kataloge. Ebenfalls zum Bestand gehören Tagebücher und Fotografien, sowie Ephemera. Die Bestände einzelner Kategorien können dabei unterschiedlich groß ausfallen, da Kuratoren eine unterschiedliche Anzahl an Medien für die Vorbereitung von Ausstellungen benötigen und Ausstellungen über unterschiedliche Etats zur Anschaffung neuer Materialien verfügen. Eine inhaltliche oder mengenmäßige Veränderung kann durch den Sammelerwerb oder den Erwerb von größeren Konvoluten erfolgen.
Die Museumsbibliotheken in Deutschland unterscheiden sich ebenso stark in ihrer Größe. Der größte Teil (50,5 %) verfügt über 10.000–50.000 Bände. Lediglich acht Bibliotheken (2,5 %) besitzen mehr als 200.000 Bände und 13 Bibliotheken (4,1 %) befinden sich in der Kategorie der kleinsten Bibliotheken mit unter 1000 Bänden. Die Betreuungssituation dieser Bibliotheken gestaltet sich ebenso unterschiedlich. So sind auch größere Bibliotheken mit einem Bestand von bis zu 50.000 Bänden teilweise unbetreut, das Museum des Elbschifffahrtsmuseum Lauenburg verzeichnete andererseits im Jahr 1996 vier Vollzeitmitarbeiter bei einem Bestand von 2500 Bänden. Bei den größten deutschen Museumsbibliotheken, beurteilt nach dem Bestand, handelt es sich um die des Deutschen Museums in München (939.000 Bände), die des Germanischen Nationalmuseums in Nürnberg (670.000 Bände), die des Deutschen Technikmuseums in Berlin (500.000 Bände) und die der Kunstbibliothek der Staatlichen Kunstsammlungen Dresden (ebenfalls 500.000 Bände).